# Jayson Hale
Jayson Hale (* 26. Juni 1985) ist ein ehemaliger US-amerikanischer Snowboarder. Er startete in der Disziplin Snowboardcross.

## Werdegang
Hale nahm im Dezember 2003 in Whistler erstmals am Snowboard-Weltcup teil, wobei er den 24. Platz errang. Bei den Juniorenweltmeisterschaften 2004 belegte er den 42. Platz im Parallel-Riesenslalom und den 14. Rang im Snowboardcross. Im folgenden Jahr gewann er bei den Weltmeisterschaften in Whistler die Bronzemedaille im Snowboardcross. Nachdem er mit Platz vier in Whistler zu Beginn der Saison 2005/06 seine erste Top-Zehn-Platzierung im Weltcup errang, erreichte er am Kronplatz mit dem dritten Platz seine einzige Podestplatzierung im Weltcup und zum Saisonende mit dem 14. Platz im Snowboardcross-Weltcup sein bestes Gesamtergebnis. Zudem gewann er bei den Winter-X-Games 2006 in Aspen die Bronzemedaille im Snowboardcross. In den folgenden Jahren holte er im Januar 2010 in Copper Mountain seinen einzigen Sieg im Nor-Am-Cup und bei den Winter-X-Games 2012 erneut die Bronzemedaille im Snowboardcross. Seinen 39. und damit letzten Weltcup absolvierte er im Dezember 2012 in Telluride, welchen er auf dem 52. Platz beendete.

## Weltcup-Gesamtplatzierungen
| Saison  | Gesamt | Gesamt | Snowboardcross | Snowboardcross |
| Saison  | Punkte | Platz  | Punkte         | Platz          |
| ------- | ------ | ------ | -------------- | -------------- |
| 2003/04 | -      | -      | 324            | 44.            |
| 2004/05 | -      | -      | 60             | 59.            |
| 2005/06 | 1545   | 51.    | 1545           | 14.            |
| 2008/09 | 721    | 108.   | 721            | 30.            |
| 2009/10 | 90     | 242.   | 90             | 58.            |
| 2010/11 | -      | -      | 1108           | 17.            |
| 2011/12 | -      | -      | 684            | 26.            |
| 2012/13 | -      | -      | 15             | 83.            |